# Gmina Van Meter (Iowa)

Położenie Gminy Van Meter w hrabstwie Dallas

Gmina Van Meter (ang. Van Meter Township) – gmina w USA, w stanie Iowa, w hrabstwie Dallas. Według danych z 2000 roku gmina miała 3 061 mieszkańców, a jej powierzchnia wynosi 103,9 km².